# Cserba László
Cserba László (Ipolyság, 1966. január 13. –) keramikus iparművész.

## Életpályája
Cserba László Pozsonyban járt Iparművészeti Középiskolába, 1985-ben kerámia-porcelán szakon végzett. 1989-ben diplomázott a Magyar Iparművészeti Főiskola üveg-porcelán szakán, ahol Bohus Zoltán és Horváth Márton tanárok voltak mesterei. Ettől kezdve 1991-ig a Főiskola Mesterképző Intézetébe járt. Üvegszakon végzett, mestere George Micheal Gausling volt. 1992-től a Magyar Köztársaság Művészeti Alapjának, a cseh üvegszövetségnek, a cseh alkotóművészek szövetségének és a Novy bor-i üvegszövetségének a tagja. Jelenleg Magyarországon él. Ólmozott és festett üveg tervezésével és kivitelezésével foglalkozik.